# 新燈籠魚科
新燈籠魚科是輻鰭魚綱燈籠魚目的其中一科。

## 分類
新燈籠魚科下分3個屬，如下：

### 新燈魚屬（Neoscopelus）
- 大鱗新燈籠魚（N. macrolepidotus）：又稱大鱗新燈魚。
- 短鰭新燈籠魚（N. microchir）：又稱短鰭新燈魚。
- 多孔新燈籠魚（N. porosus）：又稱多孔新燈魚。

### 擬燈籠魚屬（Scopelengys）
- 擬燈籠魚（S. tristis）

### 軟犁燈魚屬（Solivomer）
- 軟犁燈魚（S. arenidens）